# NGC 232
NGC 232 je galaksija u zviježđu Kit.

## Vanjske poveznice
- SEDS: NGC 0232